# S.T.A.L.K.E.R. 2: Heart of Chornobyl
S.T.A.L.K.E.R. 2: Heart of Chornobyl é um jogo de terror e sobrevivência de tiro em primeira pessoa desenvolvido e publicado pela desenvolvedora de jogos ucraniana GSC Game World. Lançado para Microsoft Windows e Xbox Series X/S, é o quarto jogo da série de videogames S.T.A.L.K.E.R., o primeiro jogo da série lançado em consoles, bem como o primeiro jogo da série em quinze anos desde o lançamento de Call of Pripyat em 2009.
Anunciado inicialmente após o lançamento de Call of Pripyat, foi planejado para ser lançado em 2012, antes de ser finalmente cancelado no ano de seu lançamento pretendido. O jogo ressurgiu anos depois em 2018, com o desenvolvimento reiniciado e construído na Unreal Engine 5. Estava programado para ser lançado em 8 de dezembro de 2022, mas devido à guerra em curso na Ucrânia, o desenvolvimento do jogo foi suspenso. No entanto, a equipe de desenvolvimento declarou posteriormente em seu servidor oficial do Discord que o processo de desenvolvimento continuava, sendo lançado em novembro de 2024.

## Desenvolvimento

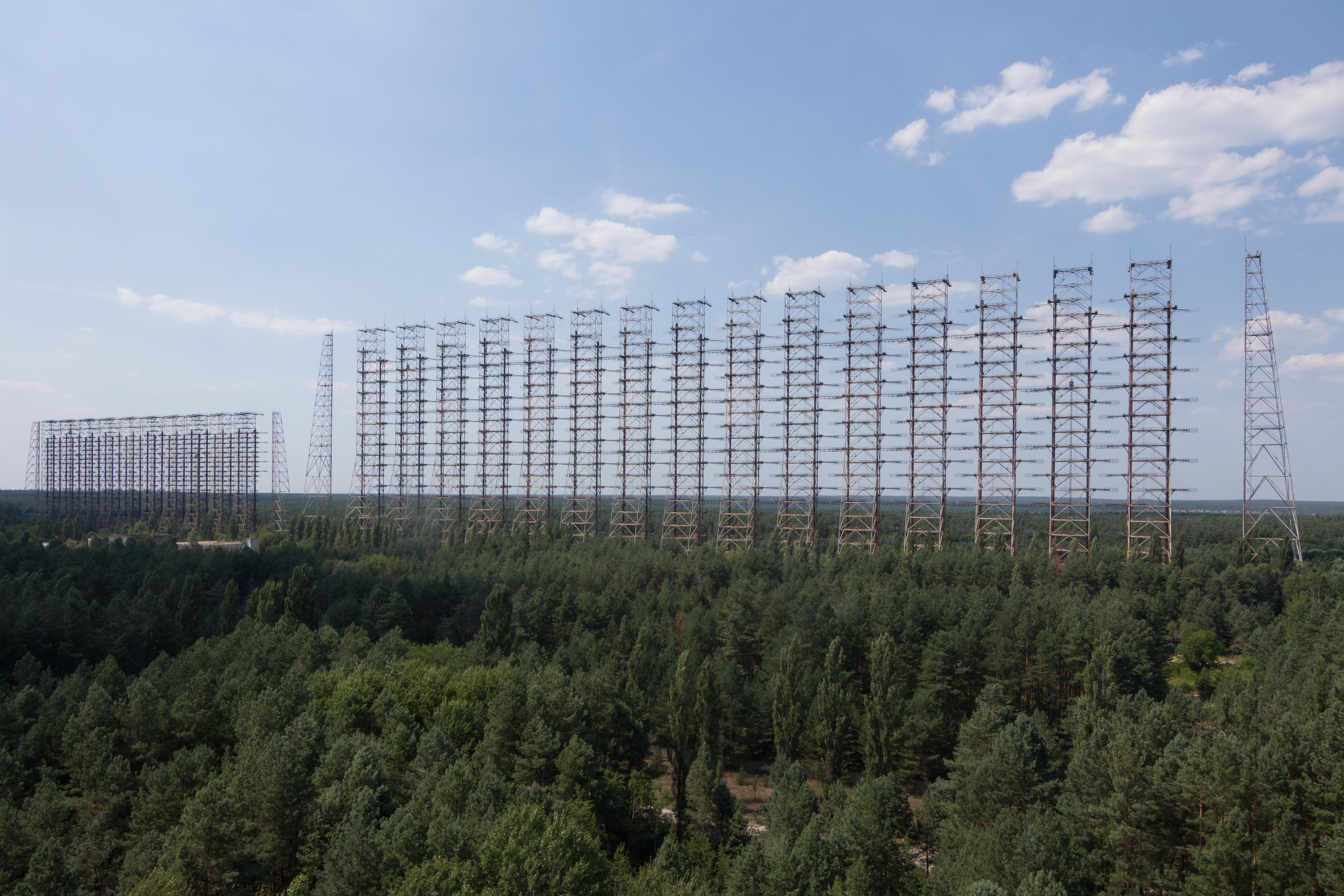
Ilustração.

### Desenvolvimento inicial
S.T.A.L.K.E.R. 2 foi inicialmente anunciado em 2010, com uma data de lançamento marcada para 2012, por Sergiy Grygorovych, CEO da GSC Game World, que afirmou "Após o número oficial de vendas da série ter ultrapassado 4 milhões de cópias no mundo todo, não tivemos dúvidas em começar a criar um novo jogo grande no universo S.T.A.L.K.E.R. Esse é o próximo capítulo do jogo mega-popular que os jogadores esperam". O desenvolvimento do jogo era ambicioso; foi afirmado que o jogo teria uma engine multiplataforma, feita do zero para se encaixar com S.T.A.L.K.E.R. 2
Várias demissões em massa e atrito geral durante o desenvolvimento do jogo reduziram o número de funcionários da GSC em 75%. Dois anos depois, Grygorovych anunciou a interrupção imediata de todo o desenvolvimento citando "razões pessoais", muito provavelmente como resultado de problemas financeiros. A GSC Game World foi oficialmente dissolvida em 9 de Dezembro de 2011, com a conta oficial do estúdio no Twitter postando "Nís faremos nosso melhor para continuar. Porém, nesse momento, nada é certo." Após vários meses de incerteza, uma atualização foi postada dizendo que o desenvolvimento continuaria após os feriados, mas que iria precisar de financiamento. Porém, o cancelamento dessa versão de S.T.A.L.K.E.R. 2 foi formalmente anunciado em Abril de 2012 na página da companhia no Facebook, oficialmente afirmando ter sido o resultado de uma disputa entre investidores, a equipe, e o dono original dos direitos da marca.

### Escândalo da West Games
West Games, um estúdio fundado por um ex-desenvolvedor chefe da GSC, Eugene Kim, lançou uma campanha de crowdfunding no Kickstarter para um sucessor espiritual da franquia S.T.A.L.K.E.R. em junho de 2014, sob o título "Areal". No entanto, ele recebeu críticas de forma abrangente, e foi descrito como uma fraude, com seu trailer inteiramente composto por imagens do S.T.A.L.K.E.R original. jogos, assim como supostas capturas de tela de seu desenvolvimento sendo reveladas como recursos modificados da "loja de recursos" da engine Unity, algo que a West Games afirmou ser "fabricação da mídia". O projeto arrecadou $65.000 em fundos no Kickstarter, $15.000 acima de sua meta original de $50.000, no entanto, foi permanentemente suspenso pelo Kickstarter em julho, citando violações de diretrizes. Porém, após seu cancelamento (com a West Games inicialmente afirmando ter mudado para financiamento privado em seu site para financiar o projeto), eles anunciaram outra campanha de crowdfunding na plataforma Wfunder em Dezembro de 2014, estabelecendo uma meta muito maior de $600.000 para produzir um novo jogo. chamado S.T.A.L.K.E.R. Apocalipse.

### Renascimento
Depois de anos de dormência, a GSC Game World foi oficialmente recriada em Dezembro de 2014 para desenvolver o jogo Cossacks 3. Quatro anos depois, na página do Facebook desse jogo, o desenvolvimento de um novo S.T.A.L.K.E.R. 2 foi anunciado, com um link para www.stalker2.com, o website do jogo. Foi revelado depois que o jogo seria desenvolvido usando a Unreal Engine 4. Essa versão de S.T.A.L.K.E.R. 2 foi anunciada excepcionamente cedo em seu desenvolvimento, enquanto ainda estava em sua "fase de documentação de design". Grygorovych afirmou depois em um podcast que a intenção com o anúncio do projeto em 2018 foi de gerar hype, com o objetivo de fechar um contrato de publicação durante a E3 2018.
Poucas informações foram dadas sobre o projeto até a E3 2021, onde um trailer completo da gameplay foi exibido durante a conferência de imprensa da  Microsoft/Bethesda. A data de lançamento foi remarcada para 28 de Abril de 2022. Em Agosto de 2021, os desenvolvedores revelaram que o jogo havia sido atualizado para a Unreal Engine 5.

### Invasão da Ucrânia pela Rússia
Perto do início da invasão russa a Ucrânia, a GSC, com sede em Kiev, lançou um vídeo em sua conta no Youtube pedindo ajuda financeira para as forças armadas ucranianas, afirmando que o início da guerra e a necessidade de proteger os funcionários da GSC levou ao desenvolvimento do jogo sendo pausado indefinidamente. Isso foi seguido também por um post no Twitter com um link para doar para as forças armadas ucranianas, e dizia "através de dor, morte, guerra, medo e crueldade inhumana, a Ucrânia irá perseverar. Como sempre fez". Em 14 de Março de 2022, o subtítulo do jogo foi mudado para "Heart of Chornobyl", refletindo a grafia nativa ucraniana em vez da grafia russa. Em 14 de Junho de 2022, a GSC declarou em um diário de desenvolvimento que o desenvolvimento continuaria mesmo com parte do time fugindo de suas casas ou se juntando as Forças Armadas da Ucrânia.
Em Março de 2023, a GSC disse que estavam sofrendo constantes ciber-ataques por mais de um ano e que antecipavam vazamentos no futuro. Em Junho de 2023, a GSC anunciou que hackers haviam vazado uma versão interna para testes ao público.

## Lançamento
O jogo está planejado para estar no Xbox Game Pass no lançamento. Além disso, foi dito pela GSC Game World que o jogo será um lançamento exclusivo da Microsoft, lançado apenas para Microsoft Windows e no Xbox Series X/S. Essa exclusividade, porém, está prevista para durar apenas por 3 meses após seu lançamento, conforme evidenciado por documentos vazados como parte do caso Epic Games v. Apple.